# 2007 год в боксе
2007 год в боксе.

## Родились
- 2 марта в семье действующего чемпиона мира Николая Валуева родилась дочь Ирина.

## Скончались
- 7 мая — Диего Корралес, американский боксёр-профессионал, выступающий в полусредней (Super Featherweight) весовой категории. Экс-чемпион мира по версиям МБФ (IBF), ВБО (WBO), ВБС (WBC).

## Любительский бокс

### Чемпионат мира
Чемпионат мира по боксу среди любителей 2007 года прошёл в Чикаго с 23 октября по 3 ноября. Ввиду отказа от участия боксёров из Кубы на чемпионате доминировали российские боксёры, которые пробились в 6 финалов из 11, завоевав 3 золотых медали.

## Профессиональный бокс

### Чемпионские бои

#### Тяжёлый вес (200+ фунт., 90.7+ кг)
- 20 января:  Николай Валуев успешно защитил титул чемпиона мира по версии ВБА (WBA) в бою против  Джамиля Макклайна
- 14 апреля:  Руслан Чагаев завоевал титул чемпиона мира по версии ВБА (WBA) в бою против  Николая Валуева
- 10 марта:  Владимир Кличко успешно защитил титул чемпиона мира по версии МБФ (IBF) против  Рэя Остина
- 2 июня:  Султан Ибрагимов завоевал титул чемпиона мира по версии ВБО (WBO) в бою против  Шеннона Бриггса
- 7 июля:  Владимир Кличко успешно защитил титул чемпиона мира по версии МБФ (IBF) против  Леймона Брюстера
- 6 октября:  Питер, Сэмюэл успешно защитил временный титул чемпиона мира по версии ВБС (WBC) против  Джамиля Макклайна
- 13 октября:  Султан Ибрагимов успешно защитил титул чемпиона мира по версии ВБО (WBO) против  Эвандера Холифилда

#### Первый тяжёлый вес (200 фунт., 90.7 кг)
- 17 марта:  Жан Марк Мормек завоевал титулы чемпиона мира по версиям ВБС (WBC) и ВБА (WBA) в бою против  О`Нила Белла.
- 26 мая:  Стив Каннингем в бою против  Кшиштофа Влодарчика завоевал чемпионский пояс МБФ (IBF).

#### Средний вес (160 фунт., 72.6 кг)
- 5 мая:  Джермен Тейлор успешно защитил титулы чемпиона мира по версиям ВБС (WBC) и ВБО (WBO) в бою против  Кори Спинкса
- 26 мая:  Артур Абрахам успешно защитил титул чемпиона по версии МБФ (IBF) в бою против  Себастьян Демерс
- 29 сентября:  Келли Павлик завоевал титулы чемпиона мира по версиям ВБС (WBC) и ВБО (WBO) в бою против  Джермена Тейлора